# Brantley County
Brantley County is een county in de Amerikaanse staat Georgia.
De county heeft een landoppervlakte van 1.151 km² en telt 14.629 inwoners (volkstelling 2000). De hoofdplaats is Nahunta.